# دماغک
محل برخورد استخوان پیشانی با دو استخوان بینی در جمجمه انسان، دماغک یا نازیون (انگلیسی: Nasion) نامیده می‌شود. به عبارتی دیگر، دماغک، فرورفتگی بین دو کنار فوق کاسه چشمی و محل تلاقی درز بالای بینی با درز استخوان پیشانی است.
برجستگی بالای دماغک، اَبرومیان (گلابلا) نام دارد و لبه تیز کناره خارجی کاسه چشم که از زائده پیشانی (فرونتال) استخوان گونه تشکیل می‌شود، قابل لمس است. پل بینی از بلافاصله زیر نازیون شروع می‌شود.